# إدغار بانغبورن
إدغار بانغبورن (بالإنجليزية: Edgar Pangborn)‏ (25 فبراير 1909، نيويورك في الولايات المتحدة - 1 فبراير 1976، مقاطعة أولستر في الولايات المتحدة)؛ كاتب وروائي أمريكي. درس في جامعة هارفارد.